# Малки Лом
Малки Лом (старо име Омурбейски Лом) е река в Северна България, област Търговище – общини Търговище и Попово, област Разград – община Цар Калоян и област Русе – община Иваново, ляв приток на река Бели Лом, от басейна на Русенски Лом. Дължината ѝ е 57,1 km, която ѝ отрежда 73-то място сред реките на България.
Река Малки Лом води началото си от чешма-извор „Царска чешма“, на 328 m н.в., на 1,4 km североизточно от село Голямо Ново, община Търговище. Тече в северозападна посока, до село Сваленик в широка долина, а след това в тясна и дълбока каньоновидна долина, всечена в аптски варовици. Влива се отляво в река Бели Лом, на 62 m н.в. при село Нисово, община Иваново.
Площта на водосборния басейн на Малки Лом е 338 km2, което представлява 21,1% от водосборния басейн на река Бели Лом. Основни притоци – Поляноулук (десен), Коджахендек (ляв) и Свидовец (ляв).
Подхранването на Малки Лом е предимно дъждовно-снежно, с ясно изразен пролетен – март-юни максимум и лятно-есенен – юли-октомври минимум.
По течението на реката са разположени 6 села:
- Област Търговище

- община Търговище – Голямо Ново;
- община Попово – Ломци, Садина, Захари Стояново;

- Област Разград

- община Цар Калоян – Костанденец;

- Област Русе

- Иваново – Сваленик.

Водите на реката се използват основно за напояване, като за тази цел по течението и в басейна ѝ са изградени няколко микроязовира, най-голям от които е язовир „Ломци“.
По високите скални корнизи в най-долното течение на реката през средновековието са издълбани стотици пещери, в които са се помещавали отшелници-монаси, църкви и манастири (Нисовски скални манастири).

## Топографска карта
- Лист от карта K-35-17. Мащаб: 1 : 100 000.